# ヴァルデマー3世 (シュレースヴィヒ公)
ヴァルデマー3世（デンマーク語：Valdemar 3. af Slesvig, 1238年 - 1257年）は、シュレースヴィヒ公（在位：1253年 - 1257年）。デンマーク王アーベルとメヒティルド・フォン・ホルシュタインとの間の息子である。

## 生涯
父アーベルが1252年に死去した時、ヴァルデマーはケルン大司教に捕らえられていた。このため、王位を継承することができず、父の弟クリストファ1世が代わりに王となった。しかし、母メヒティルドの親族であるホルシュタイン伯家はヴァルデマーを釈放させ、ヴァルデマーのシュレースヴィヒ継承に対する主張を支援した。1253年、クリストファ1世はヴァルデマーにシュレースヴィヒを与えることになった。
その後、ヴァルデマーはクリストファ1世と度々対立した。ヴァルデマーは1257年に死去し、シュレースヴィヒ公領は弟エーリク1世が継承した。